# جوسبي ويلسون
جوسبي ويلسون (مواليد 27 أكتوبر 1945) هو لاعب كرة قدم. لعب مع منتخب إيطاليا لكرة القدم. سبق له أن لعب في كأس العالم لكرة القدم مع منتخب بلاده.

## روابط خارجية
- جوسبي ويلسون على موقع الاتحاد الدولي (مؤرشف)  (الإنجليزية)
- جوسبي ويلسون على موقع قاعدة بيانات كرة القدم.إي يو (الإنجليزية)
- جوسبي ويلسون على موقع ناشيونال فوتبول تيمز (الإنجليزية)
- جوسبي ويلسون على موقع عالم كرة القدم.نت (الإنجليزية)
- جوسبي ويلسون على موقع CONI honoured athlete website (الإيطالية)